# Тюменские моторостроители
Тюменские моторостроители (Тюменское моторостроительное объединение имени 50-летия СССР, или Тюменский моторный завод) — российское предприятие двигателестроения, крупнейшее машиностроительное предприятие Тюменской области.

## История
Тюменский моторный завод был основан в 1963 году в связи с началом освоения Западной Сибири. 
На заводе делали двигатели для палубных самолетов Як-38, Як-38М, форсажные трубы, камеры сгорания для самолетов СУ-20, Су-24, МиГ-29, ракетные двигатели для комплексов ПВО и крылатых ракет, двигатели для массовых Ан-24. В 1992 году предприятие полностью прекратило выпуск оборонной продукции.
В 1994 году, в результате приватизации, ГП «Тюменское моторостроительное предприятие» было создано объединение «Тюменские моторостроители». 
С 2021 года входит в состав промышленной Группы «Газпром энергохолдинг индустриальные активы» (ООО «Газпром энергохолдинг») . 

## Директора
- Хуторянский, Владимир Яковлевич 28.12.1962 г. назначен первым директором строящего завода, работал по 04.09.1980 г.[4]
- Язов, Георгий Константинович с 04.09.1980 г. по 25.03.1983 г.
- Райков, Геннадий Иванович с 25.03.1983 г. по июнь 1990 г.
- Кульчихин, Виктор Григорьевич с июня 1990 г. по декабрь 2010 г.
- Говердовский, Андрей Николаевич с декабря 2010-2020
- Гуц, Станислав Александрович с мая 2021 по настоящее время

## Главные инженеры
- Непопалов, Валентин Матвеевич — первый главный инженер завода по 1970
- Комов, Василий Александрович с 1970 по 1977
- Райков, Геннадий Иванович с 1977 по 1990
- Шагисултанов Генрих Хадыевич
- Шабаев, Вячеслав Михайлович
- Маренчук Вячеслав Викторович
- Шацких Сергей Михайлович

## Производство
Сегодня на заводе ремонтируют газотурбинные двигатели ДР-59, ДЖ-59, ДЦ-59, ДГ-90, ДН-80, ДУ-80 и газоперекачивающие агрегаты ГПА-10, ГПА-10-01. Главным заказчиком предприятия является ПАО «Газпром»